# Vulstano di Worcester
Vulstano di Worcester (in inglese Wulfstan o Wolstan, Wulstan, Ulfstan; Long Itchington, 1008 – Worcester, 1095) è stato un vescovo inglese, l'ultimo di quelli nati prima della conquista normanna dell'Inghilterra. È venerato come santo.

## Biografia
Vulstano nacque all'inizio del secondo millennio nella contea dello Warwickshire.
La sua famiglia perse le proprie terre quando salì al trono re Canuto I. Fu così chiamato probabilmente dal nome dello zio, Vulstano II di York, arcivescovo di York. Grazie all'influenza dello zio poté studiare nei monasteri di Evesham e di Peterborough, prima di diventare chierico a Worcester. Durante questo periodo i suoi superiori, notata la sua dedicazione e castità, lo stimolarono a farsi prete. Vulstano fu ordinato sacerdote nel 1038 ed entrò nel monastero benedettino di Worcester, ove fu tesoriere e priore.
Quando papa Nicola II chiese ad Ealdred, vescovo di Worcester nonché arcivescovo di York, di rinunciare alla diocesi di Worcester, quest'ultimo decise di assegnare la carica a Vulstano, pur mantenendo ancora alcune residenze della diocesi. Vulstano venne consacrato vescovo l'8 settembre 1062 da Ealdred. Anche se sarebbe stato più appropriato venire consacrato dall'arcivescovo di Canterbury, della cui provincia ecclesiastica la diocesi di Worcester faceva parte. Vulstano aveva deliberatamente evitato di venir consacrato dall'arcivescovo di Canterbury di allora, Stigand, poiché la consacrazione di quest'ultimo non era stata conforme al diritto canonico. Tuttavia Vulstano riconobbe per la sede di Worcester la suffraganeità rispetto a quella di Canterbury. Egli non promise obbedienza ad Ealdred, ma lo fece nei confronti del successore di Stigand, Lanfranco.
Vulstano godeva della fiducia di Aroldo II d'Inghilterra, che lo aiutò a conseguire l'episcopato.
Riformatore sociale, Vulstano si adoperò per avvicinare il vecchio al nuovo regime e per alleviare le sofferenze dei poveri. Dopo la conquista normanna dell'Inghilterra, Wulstano fu il solo vescovo di natali inglesi rimasto a condurre una diocesi per un significativo periodo di tempo dopo la conquista stessa (tutti gli altri vescovi furono sostituiti dai Normanni o successero ai nativi a partire dal 1075). Guglielmo comprese che l'interesse principale di Vulstano era quello della cura pastorale della sua diocesi.
Vulstano bloccò anche il commercio di schiavi dal Bristol all'Irlanda. Egli raggiunse gradualmente questo suo scopo con la convinzione, impiegando un certo tempo.
Nel 1072 Vulstano firmò l'Accordo di Winchester.
Nel 1075 Vulstano e le truppe del Worcestershire misero fine alla cosiddetta rivolta dei conti, nota anche come The Bridal of Norwich (Le nozze di Norwich), contro Guglielmo I d'Inghilterra da parte di Ralph de Gael, II conte di Norfolk, Roger de Breteuil, II conte di Hereford e dell'anglosassone Waltheof, conte di Northumbria.
Vulstano fondò il monastero benedettino di Great Malvern Priory ed intraprese molti lavori di restauro e rifacimento su vasta scala, tra i quali la cattedrale di Worcester, quella di Hereford, l'abbazia di Tewkesbury e molte altre chiese nei territori del Worcester, Hereford e Gloucester.
Dopo la conquista normanna egli pretese che il territorio di tre centene di Oswaldslow, amministrato dal vescovo di Worcester, fosse reso libero dalle interferenze dello sceriffo del luogo. Questo diritto di esclusione dello sceriffo venne registrato sul Domesday Book nel 1086.
Vulstano amministrò anche la diocesi di Lichfield dal 1071 al 1072.
Come vescovo egli assisteva spesso l'arcivescovo di York nelle consacrazioni, poiché avevano pochi vescovi ausiliari. Nel 1073 Vulstano aiutò Tommaso di Bayeux a consacrare Radulf vescovo delle Orcadi e nel 1081 William de Saint Calais come vescovo di Durham.
Vulstano era responsabile della compilazione da parte del monaco Hemming del "cartulario di Worcester".
Egli era amico fraterno di Roberto di Losinga, vescovo di Hereford, che era noto come matematico ed astronomo.
Vulstano morì nel 1095 dopo una lunga malattia. Dopo la sua morte gli venne dedicato un altare nel Great Malvern Priory, vicino a Cantilupe di Hereford e ad Edoardo il Confessore.
Il giorno di Pasqua del 1158 il re Enrico II d'Inghilterra e la regina consorte Eleonora d'Aquitania visitarono la cattedrale di Worcester e deposero le loro corone sulla teca di Vulstano, facendo voto di non indossarle più.
Poco dopo la morte di Vulstano il suo cancelliere Colman scrisse la sua agiografia in lingua inglese. Essa venne tradotta in latino dal cronista e storico medievale Guglielmo di Malmesbury.
Vulstano fu canonizzato il 14 maggio 1203 da papa Innocenzo III. Uno dei miracoli attribuitigli fu la cura della figlia del re Aroldo II.

## Genealogia episcopale
La genealogia episcopale è:
- Vescovo Ealdred di York
- Vescovo Vulstano di Worchester